# Made of Honor
Made of Honor (gbr/irl/can/aus: Made of Honour; bra: O Melhor Amigo da Noiva; prt: Padrinho… Mas Pouco) é um filme de comédia romântica americano de 2008, dirigida por Paul Weiland e história escrita por Adam Sztykiel (roteiro por Sztykiel, Deborah Kaplan e Harry Elfont). Foi produzido por Neal H. Moritz e foi lançado pela Columbia Pictures na América do Norte em 2 de maio de 2008. O filme inclui a última aparição na tela de Sydney Pollack.

## Enredo
Hanna e Tom são amigos desde o tempo da universidade, sendo que Tom sempre foi um assumido cafajeste com as mulheres que nunca se envolvia realmente com uma mulher, a não ser com Hanna, que ele considera sua melhor amiga. Até que em uma viagem de trabalho Hanna se envolve com Colin, que logo a pede em casamento.
Tom se descobre apaixonado por Hanna e percebe que ela é a mulher perfeita para ele, então ele decide ajudá-la no casamento com a intenção de mostrar para Hanna que ele é o homem certo para ela.
Com Patrick Dempsey, Michelle Monaghan, Kevin McKidd.

## Elenco
- Patrick Dempsey como Thomas "Tom" Bailey, Jr.
- Michelle Monaghan como Hannah
- Kevin McKidd como Duque Colin McMurray
- Kathleen Quinlan como Joan
- Sydney Pollack como Thomas Bailey, Sr. (Pollack morreu durante a corrida teatral do filme)
- Chris Messina como Dr. Dave
- Kadeem Hardison como Felix
- Richmond Arquette como Gary
- Busy Philipps como Melissa
- Whitney Cummings como Stephanie
- Emily Nelson como Hilary
- James Sikking como Reverendo Foote
- Kevin Sussman como Tiny
- Beau Garrett como Gloria
- Kelly Carlson como Christie Bailey
- Valerie Edmond como Kelly
- Hannah Gordon como Duquesa Deirdre McMurray
- Eoin McCarthy como Ewan
- Clive Russell como Finlay
- Mary Birdsong como Sharon
- Elisabeth Hasselbeck como ela mesma
- Grant Thomson  como enorme jogador de futebol escocês
- Jaime Ray Newman como Ariel
- Murray McArthur como motorista escocês

## Trilha sonora
- "Love Song" - Sara Bareilles
- "Walkin' On The Sun" - Smash Mouth
- "Stolen" - Dashboard Confessional
- "You Give Me Something" - James Morrison
- "Stop Crying Your Heart Out" - Oasis
- "Misty Blue" - Dorothy Moore
- "Henrietta" - The Fratellis

## Classificação
Made of Honor foi originalmente classificado pela Motion Picture Association of America como impróprio para "algum material relacionada com o sexo", mas agora é PG-13 para "conteúdo sexual e linguagem". Na Austrália, é classificado M (Audiências maduras - sugerido para audiências maduras (Discrição Parental Aconselhado). Na Suécia, o Swedish National Board of Film Censores classificou a versão sem cortes como adequado para todas as idades.
No Reino Unido, o British Board of Film Certification (BBFC) classificado como um 12 para "Linguagem moderada e referências de sexo". Quando lançado em DVD, foi classificado 12 para "fortes referências de sexo".[carece de fontes?]

## Recepção crítica
Made of Honor recebeu principalmente críticas negativas por parte dos críticos. A revisão agregador Rotten Tomatoes informou que 12% dos críticos deram opiniões positivas do filme baseado em 87 revisões, com o consenso de que é um "esquecível, estereotipada chick flick" (giria em inglês que significa gênero lidando principalmente com amor e romance e concebido para apelar a um público-alvo feminino em grande parte.). No Metacritic, o filme tem uma pontuação média de 37 100, baseado em 20 avaliações.

## Desempenho nas bilheterias
Em sua semana de estréia, o filme arrecadou US$ 14 756 850 em 2.729 cinemas nos Estados Unidos e no Canadá, com média de US$ 5 407 por cinema, e ranking # 2 na bilheteria atrás de Iron Man O filme arrecadou ao total de US$ 46 012 734 domesticamente e US$ 60 394 938 em bruto internacional, para um bruto mundial de US$ 106 407 672
Made of Honor foi lançado em 16 de setembro de 2008 em DVD.